# Bambekea bequaertii
Bambekea bequaertii là một loài thực vật có hoa trong họ Cucurbitaceae. Loài này được (De Wild.) C.Jeffrey mô tả khoa học đầu tiên năm 1962.